# Arnsgrün (Adorf)
Arnsgrün ist einer der acht Ortsteile der Stadt Adorf/Vogtl. im sächsischen Vogtlandkreis.

## Geographie
Arnsgrün liegt im Nordwesten der Gemeinde und grenzt an drei weitere Stadtteile Adorfs und an einen Ortsteil der Gemeinde Eichigt.
| Bergen (Eichigt) | Freiberg                                    |              |
| Gettengrün       | Kompassrose, die auf Nachbargemeinden zeigt |              |
|                  |                                             | Adorf/Vogtl. |

## Geschichte
Das etwa 312 Hektar große Waldhufendorf wurde 1378 als Arnoldisgune erstmals erwähnt. Der Name leitet sich vom Personennamen Arnold her. Arnsgrün gehörte bis ins 19. Jahrhundert zum Amt Voigtsberg. Ab 1875 gehörte das Dorf zur Amtshauptmannschaft Oelsnitz und anschließend zum Landkreis Oelsnitz, bis es im am 1. Juli 1950 in die Stadt Adorf eingemeindet wurde.

## Entwicklung der Einwohnerzahl
| Jahr | Einwohnerzahl                                              |
| ---- | ---------------------------------------------------------- |
| 1557 | 11 besessene Mann, 2 Inwohner                              |
| 1764 | 15 besessene Mann, 1 5 Häusler, 1 1/2 Hufen je 30 Scheffel |
| 1834 | 180                                                        |

| Jahr | Einwohnerzahl |
| ---- | ------------- |
| 1871 | 261           |
| 1890 | 212           |
| 1910 | 245           |

| Jahr | Einwohnerzahl |
| ---- | ------------- |
| 1925 | 233           |
| 1939 | 196           |
| 1946 | 235           |

## Religion
Die evangelischen Christen von Arnsgrün gehören zur Kirchgemeinde Bad Elster im Kirchenbezirk Plauen der Evangelisch-Lutherischen Landeskirche Sachsens. Auf katholischer Seite ist der Ort der Pfarrei St. Joseph (Adorf) im Bistum Dresden-Meißen zugeordnet, die auch eine Filialkirche in Bad Elster hat (St. Elisabeth).

## Verkehr

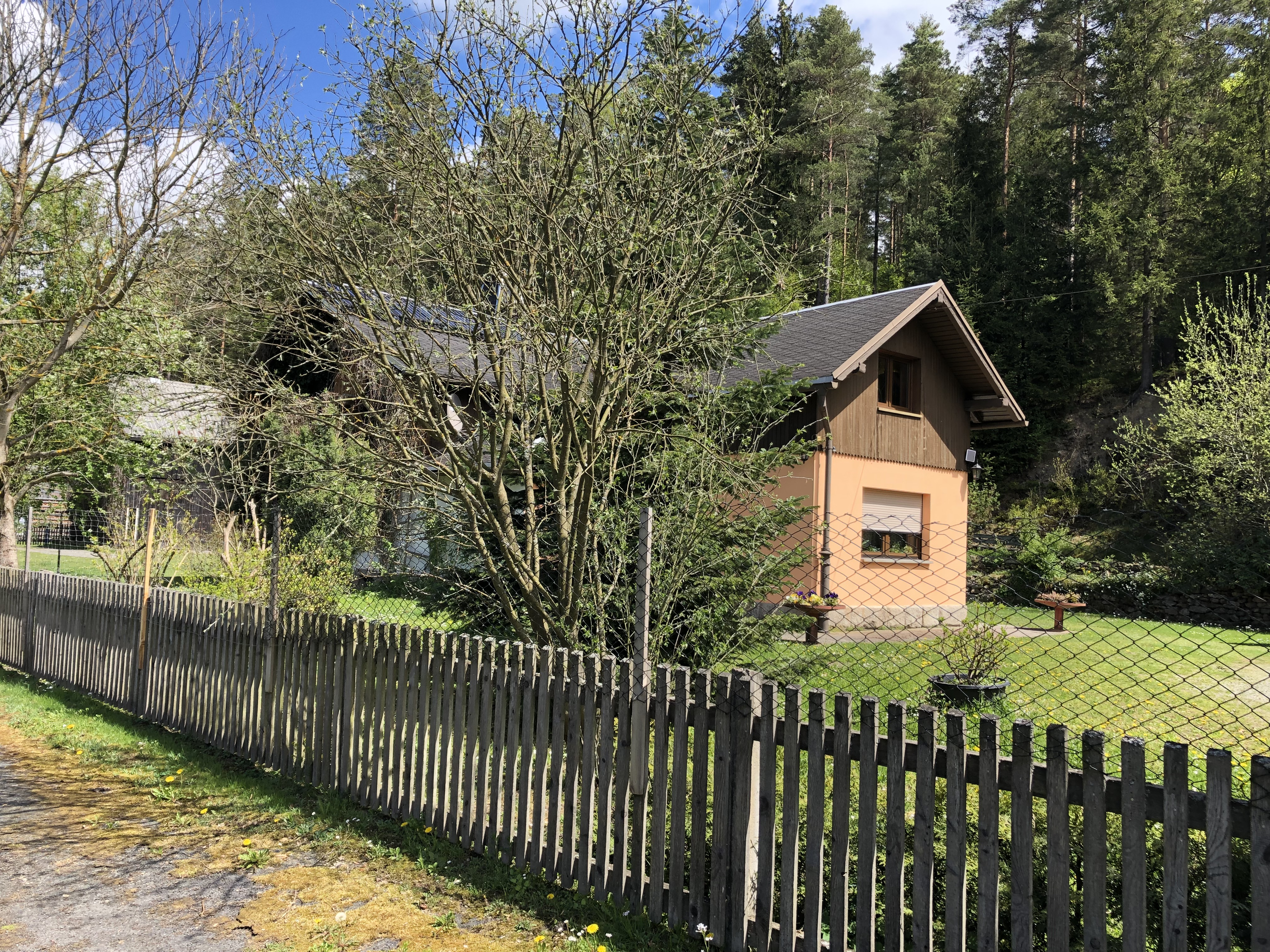
Ehemaliger Haltepunkt Arnsgrün (2019)

Der Haltepunkt Arnsgrün lag an der Bahnstrecke Aš–Adorf. Der deutsche Abschnitt der Strecke wurde 1945 nach Zerstörung der Brücke über die Weiße Elster stillgelegt.
Der Ort ist mit den RufBus-Linien 38 und 39 des Verkehrsverbunds Vogtland im ungefähren Stundentakt an Adorf angebunden. Dort besteht Anschluss zur Vogtlandbahn und zum PlusBus.